# Partula taeniata
Partula taeniata é uma espécie de gastrópodes da família Partulidae.
Foi endémica da Polinésia Francesa, em Moorea. Está em perigo crítico na natureza como resultado da introdução da espécie predadora Euglandina rosea, em 1977.

## Subespécies
- Partula taeniata taeniata Mörch, 1850 - extinta
- Partula taeniata elongata Pease, 1866 - extinta na natureza
- Partula taeniata nucleola “Pease” Schmeltz, 1874 - extinta na natureza
- Partula taeniata simulans Pease, 1866 - extinta na natureza